# Fritz Thiery
Fritz Thiery (né le 19 décembre 1899 à Mannheim et mort au XXe siècle) est un ingénieur du son, producteur de cinéma et réalisateur allemand.

## Biographie
Thiery fait des études d'ingénierie puis travaille pour Siemens dans l'ingénierie du son. La société UFA l'engage et fait de lui son premier régisseur du son et œuvre ainsi sur son premier film parlant Mélodie du cœur.
De début mars à mai 1938, Thiery est à Vienne pour mettre en scène le film Prinzessin Sissy.
De retour à Berlin, il travaille de nouveau pour l'UFA, mais il arrête d'être régisseur en 1940 et devient producteur. Il fait des films biographiques et des adaptations littéraires ambitieux.
Les autorités d'occupation américaines suspendent Thiery de sa fonction d'administrateur de Bavaria Film. Il est ensuite cité comme producteur une seule fois en 1953 pour le film Musik bei Nacht de la société Helios. En mars 1956, il revient à l'administration d'une société de production. Mais les résultats catastrophiques en 1956 et 1957 de Bavaria font licencier Fritz Thiery et Peter Ostermayr le 26 novembre 1958.

## Filmographie
En tant qu'ingénieur du son
- 1929 : Mélodie du cœur
- 1929 : L'Immortel Vagabond
- 1930 : L'Ange bleu
- 1930 : Aimé des dieux
- 1930 : L'Homme qui cherche son assassin
- 1931 : Voruntersuchung
- 1931 : Le congrès s'amuse
- 1931 : Tumultes
- 1932 : Le Vainqueur
- 1932 : Quick
- 1932 : Ein blonder Traum
- 1932 : F.P.1 antwortet nicht
- 1933 : Saison in Kairo
- 1933 : Ihre Durchlaucht, die Verkäuferin
- 1933 : Walzerkrieg
- 1933 : Viktor und Viktoria
- 1934 : Die Töchter ihrer Exzellenz
- 1934 : Der junge Baron Neuhaus
- 1935 : Schwarze Rosen
- 1935 : Amphitryon
- 1936 : Stjenka Rasin
- 1936 : Boccaccio
- 1936 : Glückskinder
- 1936 : Contrebande
- 1937 : Les Sept Gifles
- 1937 : Ballerina
- 1937 : Gasparone
- 1939 : Die Geliebte
- 1939 : Le Chant du désert
- 1940 : Links der Isar - rechts der Spree

En tant que producteur
- 1944 : Nora
- 1944 : Träumerei
- 1945 : Der stumme Gast
- 1945 : Der Puppenspieler
- 1953 : Musik bei Nacht

En tant que réalisateur
- 1938 : Prinzessin Sissy

## Source de la traduction
- (de) Cet article est partiellement ou en totalité issu de l’article de Wikipédia en allemand intitulé « Fritz Thiery » (voir la liste des auteurs).